# Bernard (pivo)
Bernard je značka piva, které se vyrábí ve společnosti Rodinný pivovar Bernard, a. s. od roku 1991, kdy byl státní podnik prodán v dražbě. Do srpna roku 1991 státní pivovar vařil značky Zálesák 12°, Orlík 11° a 10° světlé pivo.

## Druhy piva značky Bernard
Všechny druhy piva, kromě nealkoholických („S čistou hlavou“), Bohemian Ale, India Pale Ale, jsou nepasterizovány.

### Lahvové pivo
- Bernard India Pale Ale - svrchně kvašené plné světlé pivo - obsah alkoholu 5,6 %
- Bernard Bohemian Ale - svrchně kvašené kvasnicové silné světlé pivo - obsah alkoholu 8,2 %
- Bernard Sváteční Ležák s jemnými kvasnicemi - kvasnicový světlý ležák - obsah alkoholu 5 %
- Bernard Jantarový Ležák s jemnými kvasnicemi - kvasnicový řezaný ležák - obsah alkoholu 5 %
- Bernard Černý Ležák s jemnými kvasnicemi - obsah alkoholu 5 %
- Bernard Bezlepkový ležák - světlý ležák bez lepku - obsah alkoholu 4,9 %
- Bernard s čistou hlavou Free - nealkoholické pivo - obsah alkoholu 0,5 %
- Bernard s čistou hlavou Jantar - nealkoholické polotmavé pivo - obsah alkoholu 0,5 %
- Bernard s čistou hlavou Švestka - nealkoholický míchaný nápoj z piva ze sladidly rostliny stévie a švestkovou šťávou - obsah alkoholu 0,5 %
- Bernard s čistou hlavou Višeň - nealkoholický míchaný nápoj z piva ze sladidly rostliny stévie a višňovou šťávou - obsah alkoholu 0,5 %
- Bernard Kvasnicová desítka - kvasnicové světlé výčepní pivo - obsah alkoholu 4,2 %
- Bernard Kvasnicová jedenáctka - kvasnicový světlý ležák - obsah alkoholu 4,6 %
- Bernard Desítka - světlé výčepní pivo - obsah alkoholu 3,8 %
- Bernard Jedenáctka - světlý ležák - obsah alkoholu 4,5 %
- Bernard Dvanáctka - světlý ležák - obsah alkoholu 4,9 %

### Sudové pivo
Piva, která se prodávají v lahvové i sudové verzi jsou Světlé pivo, Jedenáctka ležák, Světlý ležák a s čistou hlavou Free. Piva, která nemají obdobu v lahvové verzi a prodávají se tak pouze v sudové verzi, jsou:
- Bernard Nefiltrovaná 10 - nefiltrované světlé výčepní pivo - obsah alkoholu 4,2 %
- Bernard Nefiltrovaná 12 - nefiltrovaný a nepasterizovaný světlý ležák - obsah alkoholu 5 %
- Bernard s čistou hlavou Free - nealkoholické pivo - obsah alkoholu 0,5 %
- Bernard s čistou hlavou Švestka - nealkoholický míchaný nápoj z piva ze sladidly rostliny stévie a švestkovou šťávou - obsah alkoholu 0,5 %
- Bernard s čistou hlavou Višeň - nealkoholický míchaný nápoj z piva ze sladidly rostliny stévie a višňovou šťávou - obsah alkoholu 0,5 %
- Bernard Desítka - světlé výčepní pivo - obsah alkoholu 3,8 %
- Bernard Jedenáctka - světlý ležák - obsah alkoholu 4,5 %
- Bernard Dvanáctka - světlý ležák - obsah alkoholu 4,9 %
- Bernard Jantarová 12 - nepasterizovaný řezaný ležák - obsah alkoholu 5 %
- Bernard Černá 12 - nepasterizovaný tmavý ležák - obsah alkoholu 5 %
- Bernard Černá lavina - tmavý ležák - obsah alkoholu 5 %

## Galerie

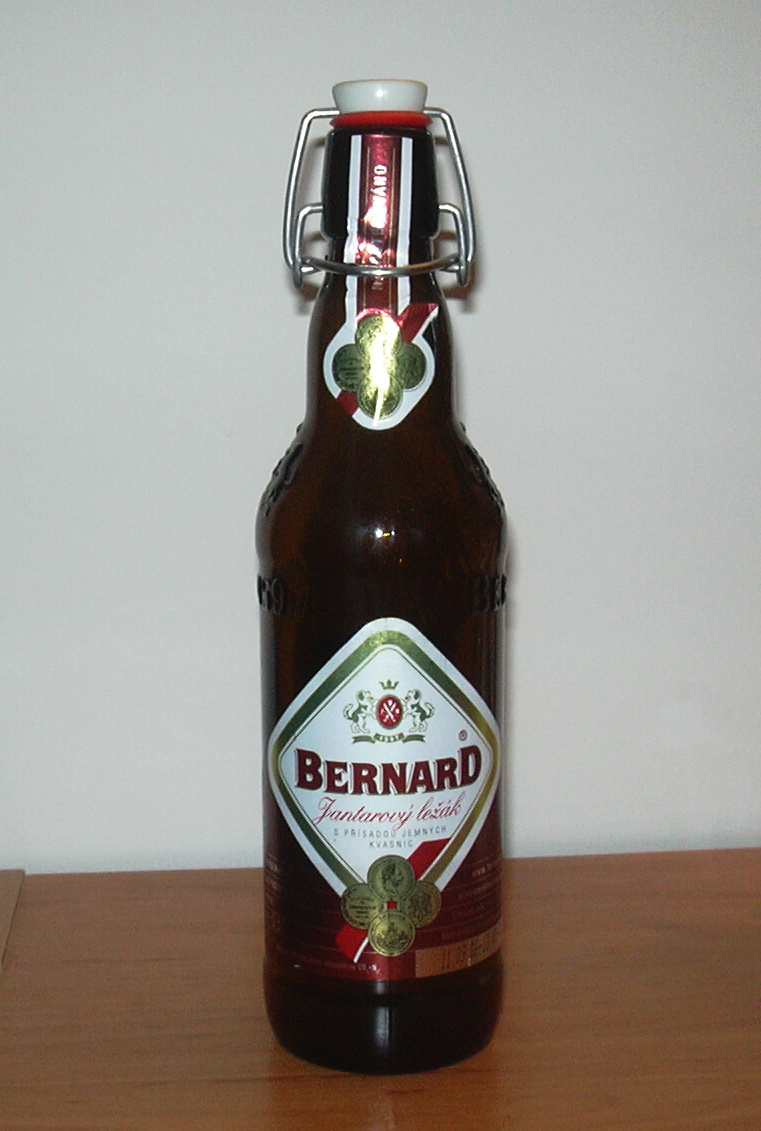
Bernard Jantarový ležák s jemnými kvasnicemi (starší etiketa)